# 留志淑
留志淑（1481年—1532年），字克全，号朋山，福建泉州府晉江縣人，明朝政治人物，同進士出身。

## 生平
弘治十一年（1498年）戊午科福建鄉試第八十四名。弘治十八年（1505年）乙丑科会试第一百八十七名，第三甲第八十三名進士。授溫州府推官，升刑部主事，迁员外郎、郎中，正德十一年（1516年）二月奉命北直隶録囚。十二年出爲浙江杭州府知府，抵禦朱宸濠叛亂，改徽州府知府，十五年復任杭州知府。嘉靖元年（1522年）十月升任湖广按察副使，转布政司右参政，分守湖南道，修建堤壩設置水庫，五年丁父忧，嘉靖八年（1529年）二月再升浙江按察使，调任江西按察使，十一年七月升浙江右布政使，转浙江左布政使，未任而卒，年五十二。

## 家族
曾祖父留允恭；祖父留昆，號易菴；父留芳（1456年-1526年），字汝礪，號毅斋，癸卯舉人、南雄府通判，封承德郎刑部主事。前母鄭氏；母黃氏；繼母胡氏。重庆下。弟志及、志宏、志業、志憲。有子留元复、孫留震臣、留敬臣。